# Petrorhagia obcordata
Petrorhagia obcordata är en nejlikväxtart som först beskrevs av Margot och Reuter, och fick sitt nu gällande namn av Werner Rodolfo Greuter och Burdet. Petrorhagia obcordata ingår i släktet klippnejlikor, och familjen nejlikväxter. Inga underarter finns listade i Catalogue of Life.

## Bildgalleri

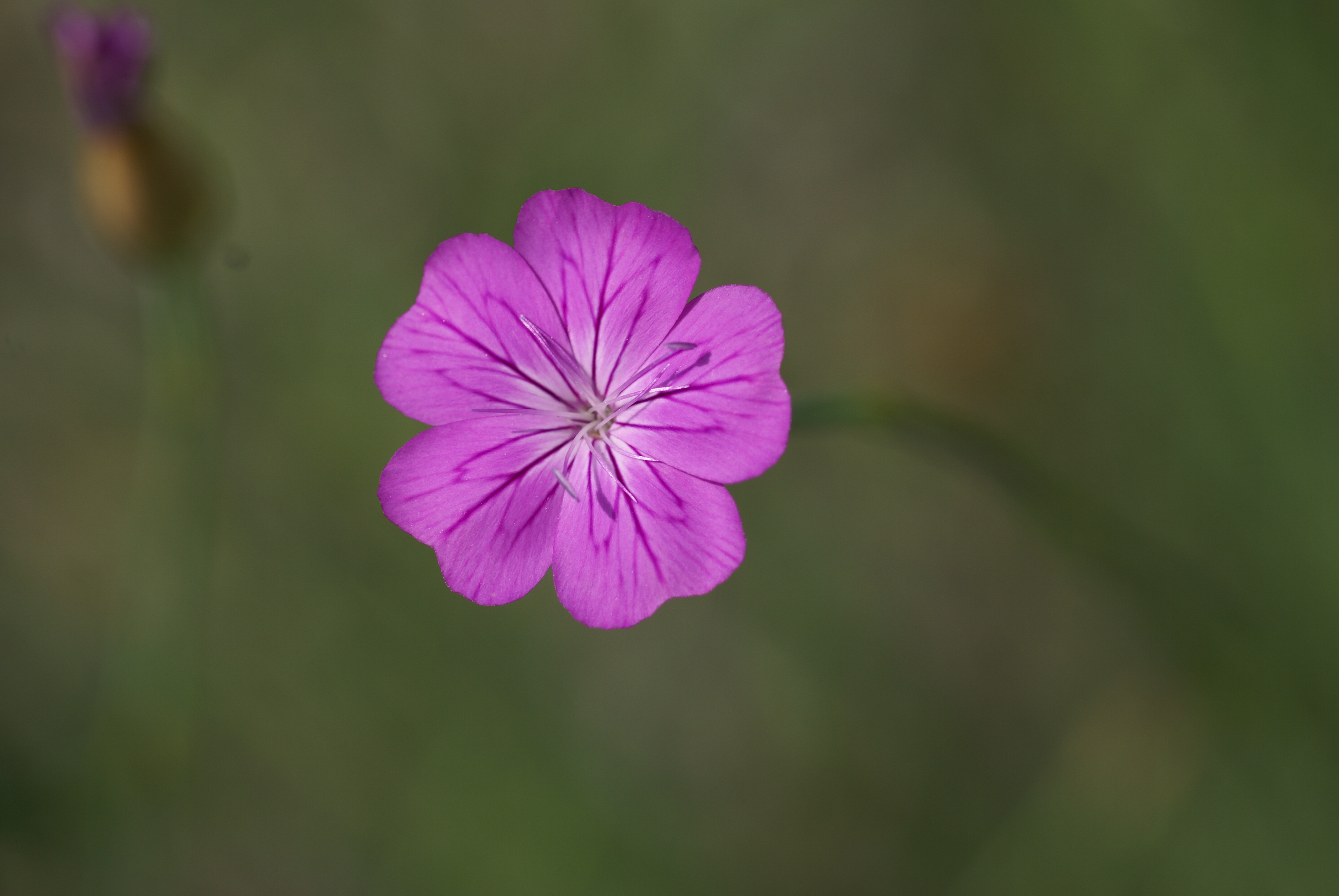
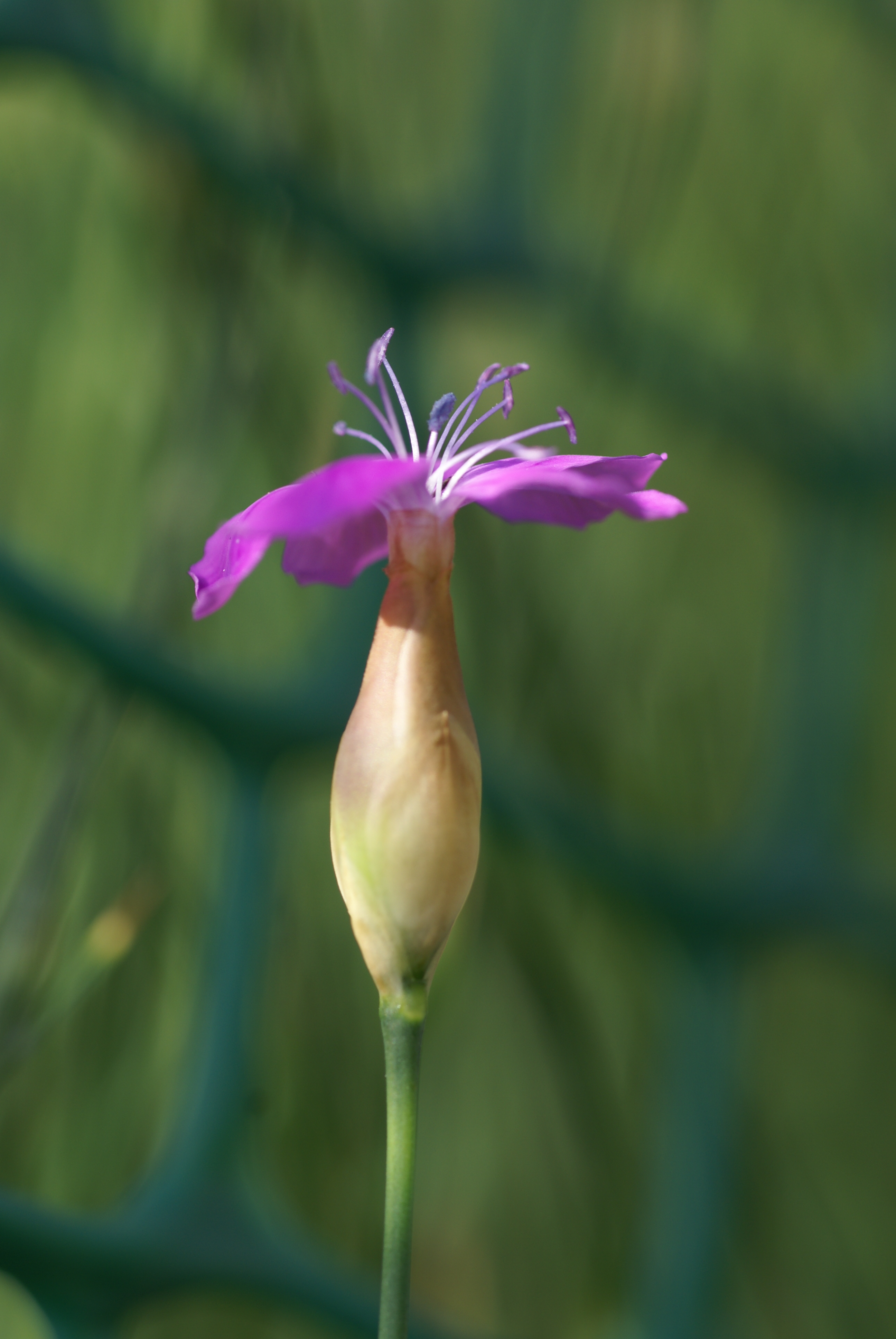